# Кортириал, Жуан Ваш
Жуа́н Ваш Кортириа́л (Корте-Реал) (порт. João Vaz Corte Real; [ʒuˈɐ̃ũ vaʃ ˈkoɾt(ɨ) ʁiˈaɫ], около 1420, Фару, Фару — 2 июля 1496, Ангра-ду-Эроишму) — португальский мореплаватель, который за несколько десятилетий до Колумба плавал к западу от Азорских островов и открыл «новую землю трески» (Terra do Bacalhau), за что был в 1472 году награждён королём поместьем на острове Терсейра.
Местонахождение открытой Кортириалом земли, о которой писал ещё де лас Касас, не установлено. Есть спекулятивные гипотезы, что это был богатый тресковыми уловами Ньюфаундленд. Во всяком случае, один из островов у его берегов называется Баккальё (Baccalieu).
Достоверно о путешествии Кортириала почти ничего не известно, за исключением того, что его сопровождали сыновья Мигель и Гашпар, а также, возможно, немецкие капитаны на норвежской службе Дидрик Пининг и Ганс Потхорст.
В честь Кортириала назван самолёт Airbus A330 авиакомпании Tap Portugal.
Его сыновья Гашпар и Мигель также были мореплавателями, исследователями.
Похоронен Жун Ваш на территории францисканского монастыря в Ангра-ду-Эроишму.